# Cussonia
Genre
Classification phylogénétique
Cussonia est un genre de plantes à fleurs de la famille des Araliacées, contenant 20 espèces. Le genre Cussonia est originaire d'Afrique et sa distribution est centrée autour de l'Afrique du Sud et de Madagascar.

## Principales espèces
- Cussonia angolensis (Seem.) Hiern
- Cussonia arborea Hochst. ex A.Rich.
- Cussonia arenicola Strey
- Cussonia bancoensis Aubrév. & Pellegr.
- Cussonia brieyi
- Cussonia corbisieri De Wild.
- Cussonia gamtoosensis Strey
- Cussonia holstii Haerms ex Engl.
- Cussonia jatrophoides Hutch. & E.A.Bruce
- Cussonia natalensis Sond. in W.H.Harver
- Cussonia nicholsonii Strey
- Cussonia ostinii Chiov.
- Cussonia paniculata Eckl. & Zeyh.
- Cussonia sessilis Lebrun
- Cussonia sphaerocephala Strey
- Cussonia spicata Thunb.
- Cussonia thyrsiflora Thunb.
- Cussonia transvaalensis Reyneke
- Cussonia zimmermannii Harms
- Cussonia zuluensis Strey